# Jutta Krüger
Jutta Neumann-Krüger (Berlin-Lankwitz, 22 augustus 1932) is een atleet uit Duitsland.
Op de Olympische Zomerspelen van 1952 nam Krüger voor West-Duitsland deel aan het onderdeel speerwerpen. Ze werd achtste.
Op de Europese kampioenschappen atletiek 1954 werd Krüger vierde bij het speerwerpen. Vier jaar later op de Europese kampioenschappen atletiek 1958 werd ze derde met een worp van 50,50 meter.
Haar persoonlijk record staat op 54,66 meter, die ze in 1958 wierp.